# Ашшур-бел-нишешу
Ашшур-бел-нишешу — правитель города Ашшура приблизительно в 1419—1410 годах до н. э.
Сын Ашшур-нирари II. Ашшур-бел-нишешу восстановил разрушенную митаннийцами стену «Нового города» в Ашшуре, построенную ещё при Пузур-Ашшуре III. Он также возобновил пограничный договор с вавилонским царём Караиндашем I, ссылаясь на прежний договор того же Пузур-Ашшура III.